# Prêtre anglican
Pour les articles homonymes, voir Prêtre.

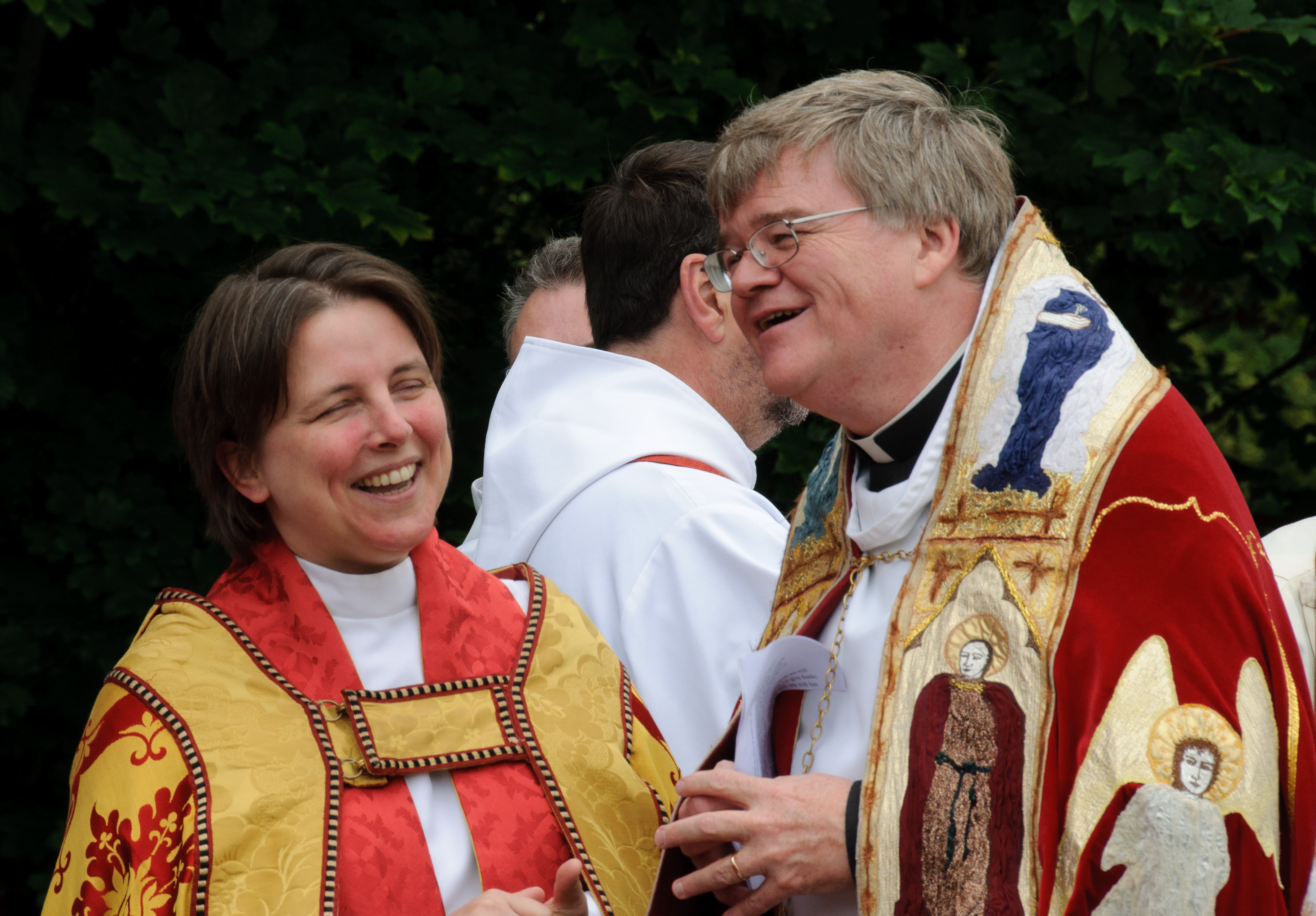
Deux prêtres de l'Église d'Angleterre — le révérend Jeffrey John et la révérende Lucy Winkett — en habits liturgiques, en 2010.

Un prêtre anglican est un ecclésiastique de l’Église anglicane qui assure le rôle de ministre du culte. Les femmes sont admises dans ces fonctions, mais l'Église est divisée sur la question des femmes évêques. 
L'anglicanisme est une confession chrétienne apparue au XVIe siècle, en Angleterre, lorsque le roi Henri VIII a rompu avec le Pape. La plupart des Églises se reconnaissant dans cette confession sont rassemblées au sein de la « Communion anglicane ». Mis à part la dissolution des monastères (1539), les églises anglicanes ont conservé l'organisation et les titres hiérarchiques catholiques (archevêque, évêque, doyen, abbé...), tout en adoptant une théologie protestante.

## Théologie

### Rôle du prêtre dans laHoly communion
La théologie anglicane sur la communion est différente de la théologie catholique. Elle est fondée sur le Livre de la prière commune et sur l'article XXVIII des Trente-neuf articles, ce qui lui donne un point de départ proche du calvinisme, même si d'autres conceptions ont cours à la lumière d'interprétations plus récentes. Finalement, tous les Anglicans s'accordent sur le fait de la présence réelle du Christ dans la communion, avec les anglicans évangéliques qui adhèrent à la présence pneumatique et les anglo-catholiques qui parlent plutôt de consubstantiation (qui est la doctrine luthérienne traditionnelle). Aucun n'adhère à la doctrine catholique de la transsubstantiation. Malgré la conservation du terme prêtre, le rôle du prêtre anglican s'apparente donc à celui d'un pasteur protestant.

### Hiérarchie
Bien que les titres hérités de son passé catholique aient été conservés par l’Église anglicane, le système d'organisation de l’Église est essentiellement presbytérien synodal : les évêques sont élus par le synode et non nommés par l'autorité, qui serait dans ce cas la couronne britannique.
Chefs de l'Église d'Angleterre et de la Communion anglicane mondiale, les archevêques de Cantorbéry ont été quant à eux longtemps choisis par les monarques anglais. Aujourd'hui, ce choix est fait au nom du souverain par le Premier ministre qui le choisit parmi une liste de deux noms, eux-mêmes sélectionnés par un comité ad hoc appelé la commission de nominations de la Couronne (Crown Nominations Commission).

## Question de la succession apostolique et de sa reconnaissance
L'Église anglicane se dit à la fois catholique et réformée : catholique, parce qu'elle a maintenu une succession apostolique, et réformée parce qu'elle a adhéré aux principes nouveaux de la Réforme protestante.
L'Église anglicane se considère comme une des branches (en) de l'unique Église catholique, à parité avec les églises catholique et orthodoxe. Toutefois, ni l'Église catholique (depuis l'encyclique Apostolicae curae de Léon XIII) ni l'Église orthodoxe ne reconnaissent la validité des ordinations anglicanes parce qu'elles considèrent que la succession apostolique n'a pas été perpétuée.

## Titres des prêtres anglicans
- Curé (curate) : les prêtres de paroisses sont couramment dénommés curés.
- Doyen (dean) : c'est le titre du prêtre principal d'une cathédrale. Il préside alors comme primus inter pares le chapitre de chanoines qui dirige la cathédrale et la dessert du point de vue liturgique.
- Provost (provost): c'était initialement le titre du prêtre principal d'une cathédrale ; il fut remplacé par le terme de doyen ci-dessus, sauf quand un évêque se nommait lui-même doyen de sa cathédrale : un provost était alors désigné pour lui servir d'adjoint. Dans les 14 cathédrales qui étaient également des églises paroissiales, surtout les cathédrales créées aux xixe et xxe siècles, le prêtre principal (qui était aussi le prêtre de paroisse) continue à être appelé provost, bien qu'ils aient été officiellement renommés doyens en 2000. Dans l'Église épiscopalienne écossaise, le prêtre principal d'une cathédrale est toujours appelé provost, à l'exception de la cathédrale des îles à Cumbrae. L'usage est également conservé pour le titre des directeurs de quelques collèges anglais autrefois administrés par l'Église.